# Oleg Dolmatov
Oleg Vasilyevich Dolmatov (Chelyabinsk-40, 29 de novembro de 1958) é um treinador e ex-futebolista russo, que atuava como meia.

## Carreira
Oleg Dolmatov fez parte do elenco da Seleção Soviética de Futebol, da Euro de 1972.